# Diploma Avanzado de Entrenador de Fútbol Sala
El Diploma Avanzado de Entrenador de Fútbol Sala es la titulación obtenida en España tras la realización de los estudios federativos de segundo nivel organizados por la Real Federación Española de Fútbol o federaciones territoriales y realizados a través de sus respectivos comités de entrenadores.
El Diploma Avanzado de Entrenador de Fútbol Sala es un nivel inferior al Diploma Profesional y un nivel superior al Diploma Básico, y hasta enero de 2015, era denominado como Diploma de Entrenador Regional de Fútbol Sala - Nivel 2.

## Habilitación
Estos estudios, enmarcados en el ámbito de la educación no formal, permiten ejercer las funciones de entrenador en las categorías siguientes del fútbol federado español:
- Categorías de ámbito regional.
- Juveniles de ámbito nacional.
- Categorías Nacionales de Fútbol Sala Femenino.
- Selecciones autonómicas.

## Características

### Requisitos
Los requisitos para obtener el Diploma Avanzado de Entrenador de Fútbol Sala son los siguientes:
- Estar en posesión del Graduado en Educación Secundaria Obligatoria.
- Estar en posesión del Diploma Básico de Entrenador de Fútbol Sala.
- Aprobar el correspondiente curso académico.
- Haber realizado el periodo de prácticas exigido.

### Plan de estudios
El curso para la obtención del Diploma Avanzado de Entrenador de Fútbol Sala tiene una duración de 475 horas, de las cuales 275 son teóricas y 200 prácticas.

### Coste
El Diploma Avanzado de Entrenador de Fútbol Sala cuesta actualmente 1.100 euros.

## Equivalencia en UEFA
El Diploma Avanzado de Entrenador de Fútbol Sala obtenido en España es equivalente a la Licencia UEFA "A" de Fútbol Sala, en virtud del convenio suscrito entre la UEFA y la RFEF fechado el 31 de agosto de 2010.

## Polémica
El Ministerio de Educación, Cultura y Deporte, desde que instauró las enseñanzas de régimen especial, no reconoce los títulos federativos; entre ellos el Diploma Avanzado de Entrenador de Fútbol Sala; como una certificación oficial  al ser unos estudios privados con carácter únicamente federativo, lo que ha sido causa de numerosas denuncias y reclamaciones.

¿Por qué la ANEF persigue el reconocimiento de tales estudios?. Si bien es verdad que el desconocimiento de la norma no exime de su cumplimiento, y que todos deberíamos haber sabido que el reconocimiento iba a ser solo hasta 2007 y que la realización de tales estudios federativos a partir de 2007, jamás iban a obtener un reconocimiento oficial, no es menos cierto:
 
1º.- Que muchas Territoriales durante esa fecha han inducido a error a los participantes, en unos casos porque se requería titulación académica como establecían los oficiales, en otros, porque no se indicaba con claridad que el título era federativo y así un sinfín de casos.
 
2º.- Fundamentalmente, porque la Administración, desde la implantación de las enseñanzas deportivas no ha creado ningún centro oficial como ocurre con el resto de enseñanzas de formación profesional, con lo que la única alternativa que le quedaba al alumno era cursar las federativas o no estudiar.
 
Asociación Nacional de Entrenadores de Fútbol 

Y además, desde el Consejo Superior de Deportes se indicó a través de un comunicado, que las federaciones deportivas tienen obligación de aceptar las titulaciones de Técnico Deportivo de Grado Medio y Superior reguladas por el Real Decreto 1363/2007, de 24 de octubre, junto a las titulaciones federativas.